# Bruno Montelongo
Bruno Montelongo Gesta est un footballeur uruguayen né le 12 septembre 1987 à Montevideo. Il évolue au poste de milieu terrain sous les couleurs du Milan AC mais a été prêté jusqu'à la fin de la saison à Bologne FC 1909.

## Biographie

### Club
Montelongo s'engage au Milan AC en 2010, il porte le numéro 22.
L'Uruguayen ne saisi pas encore sa chance sous les couleurs du Milan.
l’Uruguayen a été prêté pour le US Bologne pour 6 mois jusqu'à la fin de la saison afin de gagner plus de temps de jeu là-bas, il portera le numéro 22.

### Vie personnelle
Bien qu'étant né en Uruguay, Montelongo est d'origine italienne et possède également la nationalité italienne.